# 国分二郎
国分 二郎（こくぶ じろう、1944年 - 1983年）は、日本の俳優である。本名は森 達也（もり たつや）。初期には本名あるいは森 竜也（もり たつや）の表記でもクレジットされた。

## 人物・来歴

### 新劇から成人映画へ
第二次世界大戦の末期である1944年（昭和19年）、静岡県三島市に生まれる。本名は「森達也」であるが、映画作家の森達也（1956年 - ）とは生年も出生地も異なり、別人である。
1960年（昭和35年）前後、千葉県習志野市の東邦大学付属東邦高等学校に進学するも、やがて同校を中途退学し、東京都渋谷区千駄ヶ谷の日本デザインスクールに籍を置き、インテリアデザインを学ぶ。俳優を志して「グループ虹の会」に入会し、演劇の芝居稽古に参加した。満21歳を迎える1965年（昭和40年）、この芝居稽古中に出逢った俳優の紹介で独立系成人映画の世界に入り、同年に公開された『性と血』という映画に出演してデビューした。同年と翌1966年（昭和41年）の出演作は記録に残っていないが、1967年（昭和42年）7月に公開された『女高生の絶叫』（監督東元薫、梅沢薫の別名）、同年10月13日に公開された『暴欲の色布団』（監督渡辺護）に出演した記録が残っている。この時期から1970年代、1980年代初頭にかけて、渡辺護・梅沢薫の両監督の作品に多く出演した。
小田克也によれば、「二枚目の風貌だが、硬軟両様をこなし、孤独でややニヒルな現代青年役がユニークな演技派」である、という。1969年（昭和44年）12月に公開された『男ごろし 極悪弁天』（監督渡辺護）では、香取環演じるところの「弁天の加代」の相手役の用心棒「英二郎」を演じ、同作はヒットをみる。配給元の関東映配の希望でその続篇『おんな地獄唄 尺八弁天』が製作され、1970年（昭和45年）6月に公開されている。国分は同作では「弁天の加代」の相手役の「セイガク」を演じたが、渡辺護の回想によれば、国分は、自らが出演したこの正続両作では、前作の『男ごろし 極悪弁天』の方が面白かったと語ったという。『おんな地獄唄 尺八弁天』は、上映用プリントが現存しているが、『男ごろし 極悪弁天』の現存は確認されていない。
1971年（昭和46年）11月、老舗であり大手五社の一社であった日活が成人映画路線に全面的に舵を切り、「日活ロマンポルノ」（1971年 - 1988年）を開始するが、国分は、代々木忠が所属したプリマ企画が製作した1972年（昭和47年）6月7日公開の『性神風土記2 秘められた愛』（監督秋山駿）を皮切りに、同社の作品や、1974年（昭和49年）7月20日公開の『(秘)香港人肉市場』（監督沢賢介）、同年9月11日公開の『濡れた賽ノ目』（監督若松孝二）といった独立プロダクションの下請け作品に出演する、という形で日活配給作品にも出演した。
1972年5月に公開された『現代日本暴行暗黒史』（監督若松孝二）で主演し、「血がたぎる攻撃的な役」を演じた。同年12月に公開された、『嘆きのテレーズ』（監督マルセル・カルネ、1953年）を下敷きにした『ただれた性交』（監督渡辺護）では、テレーズ（シモーヌ・シニョレ）に当たる主演の真湖道代を相手に、ラフ・ヴァローネ演じるところのローランに当たる役を演じた。1979年（昭和54年）10月23日に発行された『日本映画俳優全集・男優編』の国分の項目によれば、当時は少なくとも独身であった。久保新二によれば、『おんな地獄唄 尺八弁天』で脇役であった青山リマと交際説、結婚説も流れたというが、青山は1974年に25歳で引退している。野上正義によれば、国分は武藤周作とともに渡辺組（渡辺護監督作の常連役者）であり、野上や堺勝朗、松浦康、久保新二、吉田純らは、もっぱら山本組（山本晋也監督作の常連役者）であったという。
1983年（昭和58年）1月に公開された『日本痴漢大作戦』（監督飯泉大）、同年2月に公開された『犯しの淫画』（監督飯泉大）、同年5月に公開された『未亡人を犯す』（監督北見一郎）に出演した記録が残るが、その後、映画界を去る。時期は不明であるが、同年ころに死去する。満38-40歳ころの没。久保新二によれば、シネキャビンの納涼会で会ったのが最後であったという。

### 再評価
2004年（平成16年）6月25日、アップリンクが『おんな地獄唄 尺八弁天』のDVDビデオグラムを発売した。同作については、2013年（平成25年）2月8日 - 同11日に神戸映画資料館で行われた「ピンク映画50周年 特別上映会 映画監督・渡辺 護の時代」の特集上映で、75分の16mmフィルム版で上映されたほか、2014年（平成26年）10月11日・16日・28日にユーロスペース、同年12月17日には京都みなみ会館でそれぞれ上映された。
2011年（平成23年）9月16日・17日には、神戸映画資料館で行われた「第一の伝説 名優・野上正義 追悼」の特集上映で、国分が出演した『燃えたい女』（監督奥脇敏夫、1969年）が70分の16mmフィルム版で上映された。国分が出演している『移動ラブホテル ㊙めろめろ』（監督中村幻児、1978年）も、2004年10月22日にDVDビデオグラムが発売されている。

## フィルモグラフィ
特筆以外すべてのクレジットはすべて「出演」である。東京国立近代美術館フィルムセンター（NFC）等の所蔵状況についても記す。

### 1960年代
- 『性と血』 : 詳細不明、1965年公開（成人映画・映倫番号 不明） - デビュー作[1]
- 『恍惚の夜』 : 製作三須芳昭、企画須見力、監督高野平、脚本名屋修、主演飛鳥公子、製作美松プロダクション、1967年2月公開（成人映画・映倫番号 不明） - 「森達也」名義で出演
- 『泥だらけの制服』（『泥だけの制服』） : 製作原田博幸、企画新船澄孝、監督新藤孝衛、脚本浜多加志、撮影勝目勝、主演真湖道代、製作青年芸術映画協会、配給関東ムービー配給社、1967年3月7日公開（成人映画・映倫番号 14834） - 「森達也」名義で出演
- 『泣きどころ』 : 製作菜穂俊一、監督小川欽也、撮影武田静也、主演火鳥こずえ、製作・配給ワールド映画、1967年4月公開（成人映画・映倫番号 不明） - 「森達也」名義で出演
- 『若い刺激』 : 製作藤宏、監督・脚本武田有生、撮影中条伸太郎、主演泉ユリ、製作武田プロダクション、配給大蔵映画、1967年6月24日公開（成人映画・映倫番号 14931） - 「森達也」名義で出演
- 『女高生の絶叫』 : 製作上松宗夫、企画松田武美、監督東元薫、脚本浜多加志、主演渚マリ、製作・配給日映企画、1967年7月公開（成人映画・映倫番号 不明）
- 『暴欲の色布団』 : 監督渡辺護、主演谷ナオミ、製作わたなべプロダクション、配給東京興映、1967年10月13日公開（成人映画・映倫番号 15074） - 出演・「ケン」役[2]
- 『猫なめずり』 : 製作馬場内弘、監督佐々木元、脚本日吉一平、製作・配給日本シネマ、1969年11月10日審査・12月公開（成人映画・映倫番号 16136） - 「森竜也」名義で出演、65分の上映用プリントをNFCが所蔵[3]
- 『濡れ場』 : 企画葛飾三郎、監督・脚本酒匂真直、主演中山美理、製作中央プロダクション、配給六邦映画、1967年12月11日公開（成人映画・映倫番号 15187） - 出演・「水木和雄」役、69分の上映用プリントをNFCが所蔵[3]
- 『牝罠』 : 監督・脚本西原儀一、主演香取環、製作・配給葵映画、1967年12月公開（成人映画・映倫番号 不明）
- 『四畳半裏ばなし』 : 監督福田晴一、主演清水世津、製作・配給六邦映画、1967年公開（成人映画・映倫番号 不明） - 出演、73分の上映用プリントをNFCが所蔵[3]

- 『女体の渇き』 : 監督・脚本西原儀一、主演香取環、製作・配給葵映画、1968年2月公開（成人映画・映倫番号 不明）
- 『色道仁義』 : 製作山辺信雄、企画岸信太郎、監督三樹英樹、脚本団鬼六、主演野上正義・清水世津、製作ヤマベプロダクション、配給日本シネマ、1968年3月公開（成人映画・映倫番号 15295） - 出演・「和助」役
- 『夫婦交換』 : 製作鷲尾飛天丸、企画千葉実、監督梅沢薫、脚本五代斗志夫、主演清水世津、製作・配給日本シネマ、1968年4月公開（成人映画・映倫番号 15327） - 出演・「中原」役、62分の上映用プリントをNFCが所蔵[3]
- 『エロチック風土記 替え床』 : 監督関孝二、主演辰巳典子、製作新日本映画、配給国映、1968年6月公開（成人映画・映倫番号 15368） - 出演・「運転手」役[2]
- 『女子学生残酷白書 真赤なうぶげ』 : 監督渡辺護、脚本五代斗志夫、主演ハニーレーヌ、製作東京芸術協会、配給関東映配、1968年12月公開（成人映画・映倫番号 不明）
- 『歓びのセックス』 : 製作・企画菜穂俊一、監督奥脇敏夫、脚本渡辺忠、原案長浜守彦、主演真湖道代、製作・配給ワールド映画、1968年公開（成人映画・映倫番号 不明） - 出演・「浩介」役
- 『人生㊙劇場 壺あらそい』 : 監督小川欽也、脚本団鬼六、主演美矢かほる、製作・配給MAGプロモーション、1968年公開（成人映画・映倫番号 不明） - 出演、72分の上映用プリントをNFCが所蔵[3]
- 『お妾女高生』 : 製作馬場内弘、監督佐々木元[4][7]（嵯峨泰彦とも[3]）、脚本池田正一、主演桂奈美、製作・配給日本シネマ、1968年公開（成人映画・映倫番号 不明） - 出演、63分の上映用プリントをNFCが所蔵[3]

- 『日本三代好色伝』 : 製作鈴木実、監督関孝二、主演辰巳典子、製作東京プロダクション、配給国映、1969年1月公開（成人映画・映倫番号 15667）
- 『処女ゲバゲバ（フランス語版）』 : 企画・製作・監督若松孝二、脚本出口出、助監督小水一男・秋山未知汚、主演芦川絵里、製作若松プロダクション、1969年4月公開（成人映画・映倫番号 不明） - 「森達也」名義で出演・「用心棒」役、62分の上映用プリントをNFCが所蔵[3]
- 『異常の性 年上の女』 : 製作・企画清一世、監督萩原遼、脚本入江拓、助監督栗原幸治、主演乱孝寿、製作東京興映、配給新東宝興業、1969年4月公開（成人映画・映倫番号 不明） - 「森竜也」名義で出演
- 『燃えたい女』 : 製作・企画菜穂俊一、監督奥脇敏夫、脚本喜良ヒト見・斎藤雅則、主演火鳥こずえ、製作・配給ワールド映画、1969年4月公開（成人映画・映倫番号 15885） - 出演、70分の16mmフィルム版上映用プリントが現存[25]
- 『セックスの暴発』 : 製作・企画清一世、監督橘明、脚本入江拓、主演真湖道代、製作東京興映、配給新東宝興業、1969年4月公開（成人映画・映倫番号 不明）
- 『(秘)妾』 : 製作鈴木実、監督北見一郎、主演仲小路慧理、製作朝倉プロダクション、配給国映、1969年6月公開（成人映画・映倫番号 15869）
- 『競艶おんな極道 色道二十八人衆』 : 監督武田有生、脚本団鬼六、主演珠瑠美、製作・配給六邦映画、1969年5月審査・同年6月公開（成人映画・映倫番号 15919） - 「森達也」名義で出演
- 『情痴逆さ吊り』 : 製作・企画清一世、監督萩原遼、脚本入江拓、助監督中川亘、主演美矢かほる、製作東京興映、配給新東宝興業、1969年6月公開（成人映画・映倫番号 15927） - 「森竜也」名義で出演
- 『十八才の妖婦』（『十八歳の妖婦』） : 監督武田有生、脚本冠太郎、主演御所千景、製作中央プロダクション、配給中央映画、1969年6月21日公開（成人映画・映倫番号 不明） - 「森達也」名義で出演、63分の上映用プリントをNFCが所蔵[3]
- 『初夜の条件』 : 監督・脚本大杉虎、主演美矢かほる、製作東京興映、配給新東宝興業、1969年7月31日審査・公開（成人映画・映倫番号 不明） - 「森竜也」名義で出演
- 『穴に賭ける』 : 監督品川照二、脚本渋谷民三、主演美川真紀、製作Gプロダクション、配給関東ムービー配給社、1969年8月公開（成人映画・映倫番号 15950）
- 『後家部落』 : 製作・企画清一世、監督山本晋也、脚本半田就二・池上昌夫、主演古城かほり、製作東京興映、配給新東宝興業、1969年8月公開（成人映画・映倫番号 16016）
- 『壺さがし』 : 監督渡辺護、脚本中原恵介、主演香取環、製作日本芸術協会、配給ミリオンフィルム、1969年9月公開（成人映画・映倫番号 不明）
- 『異常集団』 : 製作・企画清一世、監督志賀隆、助監督栗原幸治、主演江島祐子、製作東京興映、配給新東宝興業、1969年9月26日審査・10月公開（成人映画・映倫番号 16073） - 「森竜也」名義で出演
- 『盛り妻』 : 製作・企画菜穂俊一、監督奥脇敏夫、主演真湖道代、製作・配給ワールド映画、1969年11月公開（成人映画・映倫番号 不明）
- 『処女誘惑魔』 : 監督宮口圭、脚本宮口圭・原志郎、主演真湖道代、製作葵映画、配給日本シネマ、1969年11月公開（成人映画・映倫番号 不明）
- 『人斬りお鯉まくら旅』 : 監督高木丈夫、主演美川真紀、製作Gプロダクション、1969年公開（成人映画・映倫番号 不明）[16][28]
- 『男ごろし 極悪弁天』 : 監督渡辺護、脚本宗豊、主演香取環、製作日本芸術協会、配給関東映配、1969年12月公開（成人映画・映倫番号 不明） - 主演・「英二郎」役[12][13]

### 1970年代
- 『売春暴行白書 性暴力を斬る』 : 監督渡辺護、脚本門前忍[27]、主演青山リマ、製作・配給葵映画、1970年3月公開（成人映画・映倫番号 不明）
- 『おんな地獄唄 尺八弁天』 : 監督渡辺護、脚本日野洸、主演香取環、製作主任伊能実、製作わたなべプロダクション、配給関東映配、1970年6月3日審査・同年公開（成人映画・映倫番号 16407） - 主演・「セイガク」役[12][13]、上映用プリントをNFCが所蔵[14]
- 『女高生性教育講座』 : 監督渡辺護、脚本中原圭介、主演朝美映子、製作・配給葵映画、1970年7月公開（成人映画・映倫番号 不明）
- 『現代姦通伝』 : 製作馬場内弘、監督梅沢薫、主演辰巳典子、製作・配給日本シネマ、1970年7月31日審査・8月公開（成人映画・映倫番号 不明） - 出演、72分の上映用プリントをNFCが所蔵[3]
- 『暴漢地帯』（『暴行地帯』） : 製作馬場内弘、企画竜実、監督梅沢薫、脚本池田正一・梅沢薫、主演港雄一・川村冬子、製作・配給日本シネマ、1970年11月公開（成人映画・映倫番号 16582） - 出演、68分の上映用プリントをNFCが所蔵[3]
- 『赤線団地夫人』 : 製作馬場内弘、企画竜実、監督佐々木元、脚本池田正一、主演谷身知子、製作・配給日本シネマ、1970年12月8日審査・公開（成人映画・映倫番号 16607） - 出演、71分の上映用プリントをNFCが所蔵[3]

- 『抜き身の拳銃 欲望に狂う奴ら』 : 監督葉山隣、脚本星雄二、主演祝真理、製作・配給葵映画、1971年8月公開（成人映画・映倫番号 16867）
- 『暴行魔』 : 監督小林悟、主演杉村久美、製作・配給大蔵映画、1971年11月公開（成人映画・映倫番号 16972） - 主演
- 『強烈!性を好む女』 : 監督佐々木元、主演宮下順子、製作ワールド映画、配給OP映画配給、1972年1月公開（成人映画・映倫番号 17046）
- 『小股の切れ味 罠のある性』（『小股切れ味 罠のある性』） : 監督稲尾実、主演青山美沙、製作大東映画、配給OP映画配給、1972年2月22日審査・同年4月公開（成人映画・映倫番号 17110）
- 『現代日本暴行暗黒史』 : 監督若松孝二、脚本出口出、主演有沢真佐美、製作若松プロダクション、配給国映、1972年5月公開（成人映画・映倫番号 17172） - 主演

- 『性神風土記2 秘められた愛』 : 監督秋山駿、脚本代々木忠、製作プリマ企画、配給日活、1972年6月7日公開（成人映画・映倫番号 不明）
- 『可愛い 悪女たちの性宴』（『悪女たちの性宴』） : 監督千葉隆志、脚本茨木創太郎・千葉隆志、主演沖さとみ、製作・配給葵映画、1972年7月公開（成人映画・映倫番号 17156）
- 『艶技の極致』 : 監督渡辺護、主演藤ひろ子、製作大東映画、配給OP映画配給、1972年7月公開（成人映画・映倫番号 17231）
- 『セックス相談』 : 製作・監督小諸次郎、企画津島友孝、脚本池上昌夫、主演北見マヤ、製作青年群像、配給ミリオンフィルム、1972年7月公開（成人映画・映倫番号 17273） - 主演・「三上」役、66分の上映用プリントをNFCが所蔵[3]
- 『男が知りたい性の秘密』 : 監督門前忍[27]、主演水木良子、製作大東映画、配給OP映画配給、1972年11月公開（成人映画・映倫番号 17370）
- 『あるヌーディスト・クラブの記録 裸の島』 : 監督代々木忠、主演横井玲子、製作プリマ企画、配給日活、1972年11月29日公開（成人映画・映倫番号 不明）
- 『ただれた性交』 : 監督渡辺護、主演真湖道代、製作・配給大蔵映画、1972年12月公開（成人映画・映倫番号 不明）[1][16]

- 『日本猟奇事件』（改題『谷ナオミ 緊縛』、『日本猟奇人身御供 日本猟奇事件より』） : 企画清一世、監督小森白・山本晋也・堀越善明、脚本西田洋、主演谷ナオミ・宮下順子・大月麗子、製作東京興映、配給新東宝興業、1973年1月公開（成人映画・映倫番号 17489） - 出演、『日本猟奇事件』題・80分・78分の上映用プリントをNFCが所蔵[3]
- 『ポルノガール 真夜中の享楽』 : 監督若林孟、脚本小泉大介、主演真湖道代、製作プリマ企画、配給日活、1973年2月21日公開（成人映画・映倫番号 17491）
- 『(秘)失神トルコ風呂』 : 監督沢賢介、主演北見マヤ・桜マミ、製作関東ムービー配給社、配給OP映画配給、1973年3月公開（成人映画・映倫番号 17540）
- 『実録ポルノ 失神の魔術師』 : 監督秋山駿、脚本津崎公平、主演真湖道代、製作プリマ企画、配給日活、1973年4月14日公開（成人映画・映倫番号 17482）
- 『合鍵で?どうぞ』 : 監督小川卓寛、主演泉ユリ、製作・配給大蔵映画、1973年6月公開（成人映画・映倫番号 17646）
- 『新可愛い肌 ミーコという女』（『ミーコという女』） : 監督・脚本西原儀一、主演しのぶ朱知、製作・配給葵映画、1973年7月公開（成人映画・映倫番号 17733）
- 『浮気寝室』（うわきねま） : 監督山本晋也、主演城新子、製作大東映画、配給OP映画配給、1973年9月公開（成人映画・映倫番号 17747）
- 『不倫の交情』 : 監督渡辺護、主演谷ナオミ、製作大東映画、配給OP映画配給、1973年10月公開（成人映画・映倫番号 17796）
- 『性とSEX』 : 監督小川卓寛、主演城新子、製作・配給大蔵映画、1973年11月公開（成人映画・映倫番号 17804）
- 『色欲の罠』 : 監督中村幻児、主演泉エリ、製作国映シネマ、1973年11月公開（成人映画・映倫番号 17836）出演、64分の原版が現存・1990年にジェネオンがVHSビデオグラムを発売
- 『悦楽の交叉点』 : 監督門前忍[27]、主演島江梨子、製作大東映画、配給OP映画配給、1973年公開（成人映画・映倫番号 不明）

- 『女子大生 性愛図』 : 監督渡辺護、主演谷ナオミ、製作大東映画、配給OP映画配給、1974年1月公開（成人映画・映倫番号 17895）
- 『失神の快楽』 : 監督佐々木元、主演東祐里子、製作大東映画、配給OP映画配給、1974年3月公開（成人映画・映倫番号 17936）
- 『エロ事周旋屋』 : 監督唐沢二郎、脚本小諸次郎、主演野上正義・山川由加、製作東映ビデオ、配給東映、1974年5月25日公開（成人映画・映倫番号 18013）
- 『(秘)香港人肉市場』 : 製作久保田修二・佐久間大輔、企画・監督・脚本沢賢介、主演野上正義・東祐里子、製作サワプロダクション、配給日活、1974年7月20日公開（成人映画・映倫番号 18036） - 出演・「孔志英(29)」役
- 『濡れた賽ノ目』 : 監督若松孝二、脚本出口出、音楽塚田みのる、主演司美知子、製作若松プロダクション、配給日活、1974年9月11日公開（成人映画・映倫番号 17890）

- 『セミドキュメント 悶絶キャバレー』 : 監督代々木忠、主演ティミー杉本、製作ワタナベプロダクション、配給日活、1976年10月20日公開
- 『処女盗ッ人』 : 監督渡辺護、主演安田清美、製作映像社、配給東映、1976年10月30日公開
- 『十三段こんにゃく締め』 : 監督向井寛、主演桜マミ、製作ユニバースプロモーション、配給日活、1976年11月17日公開
- 『未亡人SEX ただれあい』 : 監督稲尾実、共演久保新二・茜ゆう子、製作映像社、配給東映、1976年11月公開 - 主演
- 『ブロンドセックス・セクレタリー 金髪肉体秘書』 : 監督東元薫、共演茜ゆう子・仁科鳩美、製作・配給新東宝興業、1976年11月公開 - 主演

- 『セックスドキュメント 特写!悶絶』 : 監督東元薫、主演南ユキ・仁科鳩美、製作・配給新東宝興業、1977年1月公開
- 『売春グループ 花の予備軍』（改題『原悦子 濡れてるの』） : 監督上田光生、主演津川玲子・原悦子、製作・配給新東宝興業、1977年2月公開（成人映画・映倫番号 18977） - 出演、56分の上映用プリントをNFCが所蔵[3]
- 『変態婦人科医』 : 監督早坂紘、主演星亜也子、製作関東ムービー配給社、配給大蔵映画、1977年3月4日公開
- 『私は誘拐されました 女体実験』 : 監督東元薫、共演津崎公平・仁科鳩美、製作ユニバースプロモーション、配給東映、1977年3月12日公開 - 主演
- 『蕾を犯す!』 : 監督東元薫、共演仁科鳩美・堺勝朗、製作・配給新東宝興業、1977年3月公開 - 主演
- 『OLの秘戯 うずきの季節』（『OLの秘技 うずきの季節』） : 監督東一、主演北乃魔子、製作ユニバースプロモーション、配給東映、1977年4月16日公開
- 『日本悪僧性史』（『日本悪憎性史』） : 監督向井寛、共演野上正義・胡美鈴、製作ユニバースプロモーション、配給東映、1977年5月公開 - 主演
- 『売春午前零時』 : 監督東元薫、主演仁科鳩美、製作・配給新東宝興業、1977年5月公開 - 出演、上映用プリントをNFCが所蔵[14]
- 『日本残虐女拷問』（『日本残虐女拷門』、改題『日本女拷問』『緊縛縄地獄』） : 監督山本晋也、脚本中村幻児、助監督原一男、演出助手旦雄二・平川弘喜、主演南ゆき、製作・配給新東宝興業、1977年5月公開（成人映画・映倫番号 19069） - 出演・「田沼少尉」役、62分の上映用プリントをNFCが所蔵[3]・新東宝ビデオがVHSビデオグラム発売[29]
- 『人妻を犯す!』 : 監督東元薫、主演仁科鳩美、製作・配給新東宝興業、1977年6月公開
- 『聖母観音大菩薩』 : 監督若松孝二、脚本佐々木守、製作若松プロダクション・ATG、配給ATG、1977年6月25日公開（成人映画・映倫番号 19086） - 出演・「刑事B」役、90分の原版が現存・2012年にキングレコードがDVDビデオグラム発売
- 『(裸)女郎生贄』（『(秘)女郎生贄』[7]） : 監督渡辺護、主演泉理子、製作・配給新東宝興業、1977年7月公開 - 出演、63分の原版が現存・新東宝ビデオがVHSビデオグラム発売[30]
- 『日本御禁制 女人売買』 : 監督若松孝二、主演沢木ミミ、製作・配給新東宝興業、1977年8月公開
- 『痴女昇天』 : 監督中村幻児、主演杉佳代子、製作ワタナベプロダクション、配給日活、1977年11月26日公開

- 『発禁縛り夫人』 : 監督向井寛、共演北乃魔子・桜マミ、製作・配給新東宝興業、1978年1月公開 - 主演・「仙吉」役
- 『肉弾未亡人』 : 監督宗豊、主演北乃魔子、製作ユニバースプロモーション、配給東映ニューポルノ、1978年2月公開 - 出演・「坂本(社長)」役
- 『異常情痴事件 剃る』 : 監督西原儀一、主演泉ユリ、製作・配給新東宝興業、1978年3月公開
- 『OL愛欲日記 熟れ盛り』 : 監督東元薫、主演北乃魔子、製作ユニバースプロモーション、配給東映ニューポルノ、1978年3月公開
- 『婚前旅行 いきます・いかせます』 : 監督東元薫、主演川口朱里、製作ユニバースプロモーション、配給東映ニューポルノ、1978年4月22日公開
- 『性の乱気流』 : 監督北見一郎、主演三条まゆみ、製作・配給大蔵映画、1978年5月28日公開
- 『噫!花のOL なめたい』（『(秘)花のOL なめたい』） : 監督山本晋也、共演しば早苗・橘雪子、製作ユニバースプロモーション、配給東映ニューポルノ、1978年5月20日公開 - 主演
- 『真昼の娼婦』 : 監督東元薫、主演北乃魔子、製作ユニバースプロモーション、配給東映ニューポルノ、1978年6月24日公開
- 『絶倫玉さがし』 : 監督栗原幸治、主演椙山拳一郎・杉佳代子、製作・配給新東宝興業、1978年6月公開 - 出演、上映用プリントをNFCが所蔵[14]
- 『18才の衝動 破る!』 : 監督東元薫、主演川口朱里、製作・配給新東宝興業、1978年6月公開 - 出演、上映用プリントをNFCが所蔵[14]
- 『衝撃!縄夫人』 : 監督東元薫、主演北乃魔子、製作ユニバースプロモーション、配給東映セントラルフィルム、1978年7月22日公開
- 『昼下りの人妻 喘ぐ』 : 監督東元薫、主演北乃魔子、製作・配給新東宝興業、1978年7月公開
- 『移動ラブホテル ㊙めろめろ』（『移動ホテル (秘)めろめろ』） : 監督中村幻児、主演野上正義・橘雪子、製作幻児プロダクション、配給ミリオンフィルム、1978年8月公開 - 出演、65分の原版が現存・『移動ラブホテル ㊙めろめろ』題で2004年エースデュースエンタテインメントがDVDビデオグラム発売
- 『痴漢超特急 すぐ行きます』（原題『七月の女』） : 監督稲尾実、共演藤ひろ子・桜マミ、製作ユニバースプロモーション、配給東映ニューポルノ、1978年8月19日公開 - 主演
- 『色情夫人 誰か乱暴して!』 : 監督東元薫、主演北沢ゆき、製作・配給新東宝興業、1978年10月公開 - 出演、上映用プリントをNFCが所蔵[14]
- 『緊縛!白衣の天使』 : 監督東元薫、主演北乃魔子、製作ユニバースプロモーション、配給東映ニューポルノ、1978年11月公開
- 『痴漢横丁女子寮前』 : 監督代々木忠、主演杉佳代子、製作ワタナベプロダクション、配給にっかつ、1978年12月2日公開
- 『ある女教師 暴行』 : 監督東元薫、主演北乃魔子、製作・配給新東宝興業、1978年12月公開 - 出演、『ある女教師 異常』題で上映用プリントをNFCが所蔵[14]

- 『日本密姦拷問史』（改題『人妻緊縛』） : 監督向井寛、主演北条杏子、製作・配給新東宝興業、1979年2月公開（成人映画・映倫番号 19646） - 出演・「渋川良二」役、60分の上映用プリントをNFCが所蔵[3]・新東宝ビデオがVHSビデオグラム発売[31]
- 『キャリアガール 急所攻め』 : 監督中村幻児、主演笹本ルミ、製作ワタナベプロダクション、配給にっかつ、1979年3月17日公開
- 『痴漢産婦人科』 : 監督稲尾実、共演滝沢秋弘・東裕里子、製作・配給新東宝興業、1979年3月公開 - 主演、上映用プリントをNFCが所蔵[14]
- 『女子学生 お医者さんごっこ』 : 監督中村幻児、主演日野繭子、製作獅子プロダクション、配給東映セントラルフィルム、1979年4月公開
- 『原悦子の濡れてるの』 : 監督小川和久、主演原悦子、製作・配給新東宝興業、1979年4月公開
- 『痴漢いん相学』 : 監督稲尾実、共演土羅吉良・東祐里子、製作・配給新東宝興業、1979年4月公開 - 主演
- 『痴漢電車環状線』 : 監督稲尾実、共演中野リエ・沢木ミミ、製作・配給新東宝興業、1979年6月公開 - 主演、『痴漢いたずら環状線』題で上映用プリントをNFCが所蔵[14]
- 『官能テクニック 唇・舌・指』 : 監督渡辺護、主演日野繭子、製作電映商事、配給にっかつ、1979年10月6日公開
- 『セックスドキュメント つれ込む!』 : 監督渡辺護、主演青野梨麻、製作獅子プロダクション、配給ミリオンフィルム、1979年10月9日公開
- 『女教師(秘)教えてあげる』[3][7]（『女教師(秘)教えあげる』[4]、改題『課外教室 教えてあげる』[3][7]） : 監督梅沢薫、主演風間舞子、製作日本シネマ、配給新東宝興業、1979年12月公開（成人映画・映倫番号 19935） - 出演、『課外教室 教えてあげる』題の57分の上映用プリントをNFCが所蔵[3]

### 1980年代
- 『節子の告白 私を抱いて!』 : 監督高橋伴明、主演青木奈美、製作現代映像企画、配給にっかつ、1980年1月5日公開
- 『拷問女暗黒史』 : 監督向井寛、主演風間舞子、製作・配給新東宝興業、1980年1月公開 - 出演、60分の原版が現存・新東宝ビデオがVHSビデオグラム発売[32]
- 『S・M決定版 鎖と牝犬』 : 監督宗豊、主演笹本ルミ、製作獅子プロダクション、配給東映セントラルフィルム、1980年3月公開
- 『濡れた唇 しなやかに熱く』 : 監督中村幻児、主演小川恵、製作幻児プロダクション、配給ミリオンフィルム、1980年4月29日公開 - 出演、1990年に大陸書房がVHSビデオグラム発売
- 『聖女地獄絵図』 : 監督佐野日出夫、主演吉田さより、製作獅子プロダクション、配給東映セントラルフィルム、1980年5月17日公開
- 『悶絶ホテル 痴戯』 : 監督渡辺護、共演港まゆみ・杉佳代子・沢木ミミ、製作渡辺護組、配給ミリオンフィルム、1980年6月3日公開 - 主演
- 『犯された性春 失神』 : 監督木俣堯喬、主演珠瑠美、製作プロダクション鷹、配給ミリオンフィルム、1980年6月10日公開
- 『変態SEX 私とろける』 : 監督渡辺護、主演夏麗子、製作現代映像企画、配給にっかつ、1980年9月6日公開
- 『縄で犯す』（改題『残虐!縄責め』） : 監督渡辺護、脚本小水一男、主演日野繭子、製作渡辺護組、配給新東宝映画、1980年9月公開（成人映画・映倫番号 110139） - 出演・「田中正造」役、61分の上映用プリントをNFCが所蔵[3]
- 『(裸)青春地獄』[33]（『(秘)青春地獄』[34]） : 監督渡辺護、脚本荒井晴、主演日野繭子、製作・配給ミリオンフィルム[27]、1980年9月公開（成人映画・映倫番号 110158）

- 『女医の下半身 悶絶地獄』 : 監督梅沢薫、主演青野梨魔、製作獅子プロダクション、配給東映セントラルフィルム、1981年3月21日公開
- 『猟奇縄儀式』 : 監督宗豊、主演青野梨魔、製作獅子プロダクション、配給東映セントラルフィルム、1981年4月公開
- 『実録産婦人科 変態手術』 : 監督渡辺護、主演亜希いずみ、製作・配給ミリオンフィルム、1981年8月公開
- 『激縛! 羞恥責め』 : 監督梅沢薫、主演竹岡由美、製作獅子プロダクション、配給東映セントラルフィルム、1981年8月公開
- 『人妻異常性欲 引き裂く』 : 監督北沢江北[3]（飯泉大とも[4]）、主演杉佳代子、製作日本シネマ、配給新東宝映画、1981年10月公開（成人映画・映倫番号 110503） - 出演、62分の上映用プリントをNFCが所蔵[3]
- 『暴漢花嫁を犯す』 : 監督飯泉大、主演亜希いずみ、製作・配給新東宝映画、1981年11月公開
- 『変態魔 犯された人妻』 : 監督北沢江北、共演水月円・亜希いずみ、製作・配給新東宝映画、1981年12月公開 - 主演

- 『緊縛白衣拷問』 : 監督渡辺護、脚本縞田七重、主演日野繭子、製作・配給新東宝映画、1982年1月公開（成人映画・映倫番号 110666） - 出演・「加藤竜二」役、60分の原版が現存・新東宝ビデオがVHSビデオグラム発売[35]
- 『女教師 色欲の悶え』 : 監督北見一郎、主演栄雅美、製作小倉プロダクション、配給大蔵映画、1982年1月公開（成人映画・映倫番号 110627） - 出演・「啓一」役、44分の上映用プリントをNFCが所蔵[3]
- 『緊縛縄姉妹』 : 監督渡辺護、共演丘なおみ・折原のぞみ、製作・配給新東宝映画、1982年4月公開 - 主演
- 『ハードポルノ 本番の女』 : 監督市村譲、主演井上まり子、製作・配給大蔵映画、1982年4月公開 - 主演、原版が現存・1982年にロブスター企画がLD発売
- 『ブルーフィルムの狂宴』（ビデオ題『若妻 本番失神』） : 主演霜川マリ、製作・配給大蔵映画、1982年4月公開（成人映画・映倫番号 110712） - 出演、原版が現存・日本ビデオ企画がVHSビデオグラム発売
- 『痴漢電車 いたずらな指』 : 監督渡辺護、主演美野真琴、製作現代映像企画、配給にっかつ、1982年5月28日公開
- 『ビニ本殺人事件』 : 監督向井寛、主演風かおる、製作獅子プロダクション、配給東映セントラルフィルム、1982年5月22日公開
- 『緊縛変態地獄』 : 監督渡辺護、主演亜希いずみ、製作・配給大蔵映画、1982年5月公開
- 『戦後性犯罪史 暴姦』 : 監督梅沢薫、共演風かおる・藤尚美、製作獅子プロダクション、配給東映セントラルフィルム、1982年8月公開 - 主演
- 『異常性体験 犯される』 : 監督中山潔、主演風かおる、製作・配給新東宝映画、1982年9月公開
- 『女高生 ロリータ遊び』 : 監督宗豊、主演風かおる、製作獅子プロダクション、配給東映セントラルフィルム、1982年9月25日公開
- 『変態全裸犯し』 : 監督小水一男、主演佐野和宏・奈美しのぶ、製作・配給新東宝映画、1982年10月公開
- 『犯しの快感』 : 監督沢賢介、主演栄雅美、製作沢プロダクション、配給大蔵映画、1982年11月公開（成人映画・映倫番号 110926） - 出演・「漁撈長」役、59分の上映用プリントをNFCが所蔵[3]

- 『日本痴漢大作戦』 : 監督飯泉大、主演山地美貴、製作・配給大蔵映画、1983年1月公開（成人映画・映倫番号 110972）
- 『犯しの淫画』 : 監督飯泉大、共演南条碧・佐田川彩、製作・配給大蔵映画、1983年2月公開（成人映画・映倫番号 110995） - 主演
- 『未亡人を犯す』 : 監督北見一郎、主演佐々木美子、製作小倉プロダクション、配給大蔵映画、1983年5月公開（成人映画・映倫番号111077） - 出演・「隆夫」役、62分の上映用プリントをNFCが所蔵[3]